# Armsia petasus
Armsia petasus là một loài small, air-breathing, land snail, a terrestrial pulmonate gastropoda mollusca thuộc họ Amastridae. 
Nó là loài đặc hữu của the United States.